# Théodore Prunieau
Théodore Prunieau est un homme politique, né le 11 ou 12 juin 1771 à Charleroi et mort dans cette ville le 30 septembre 1828. Il est maire de Charleroi de 1814 à 1824, nommé par Guillaume Ier, roi du royaume uni des Pays-Bas.

## Biographie
Théodore Prunieau (ou Pruniau) est issu d'une ancienne famille de brasseurs de Charleroi. Il est le fils de Jean Antoine Joseph Prunieau et de Marie Norbertine Wauthier. Assez jeune, il s'occupe de la brasserie familiale. Dès 1802, il est porté au corps municipal de Charleroi. En 1807, il est nommé adjoint-maire et reste à ce poste jusqu'en 1814. Il a dans ses attributions tout ce qui touche à la police locale.
En septembre 1814, il est nommé maire par Guillaume Ier des Pays-Bas. Il a à faire face à une situation problématique. La domination française a ruiné la Belgique et la ville de Charleroi est criblée de dettes. Il rétablit le droit de demi-barrière à la sortie de la ville et favorise l'industrie locale avec l'établissement de la fonderie de fer de Théodore Bernus, de la fonderie de cuivre de Boucher, de la distillerie de grains Castelain. À cela, s'ajoutent les charbonnages, verreries et manufactures en plein développement avec le début de l'ère industrielle.
Une des périodes les plus difficiles est celle de la chute du Premier Empire et de la bataille de Waterloo. Charleroi est livré au troupes de passage des diverses nations, français, prussiens et russes. Les Prussiens n'hésitent pas à brutaliser les habitants. La ville vit sous les réquisitions et les menaces. La situation est en particulier critique du 15 au 19 juin 1815 avec le passage à deux reprises de l'armée française avant et après la bataille de Waterloo. Théodore Prunieau et ses adjoints Lambert et Rucloux tentent de soulager la misère des carolorégiens, mais souvent en vain.
En 1816, les Hollandais débutent la reconstruction de la forteresse de Charleroi qui doit protéger les Pays-Bas du sud contre un éventuel retour offensif de la France. De cette date à 1821, la ville n'est plus qu'un vaste chantier. La ville suit le mouvement du gouvernement hollandais : elle fait paver la place de la Ville-Haute et quelques rues, placer des trottoirs en pierre de taille et adoucir la pente de la rue de la Montagne. En 1817, l'administration de Charleroi est renouvelée et Théodore Prunieau a comme adjoint-maires François Rucloux et Charles Nalinne.
Au début 1819, voit la réouverture par les autorités communales du Collège de Charleroi qui était fermé depuis 1811. À plus de 52 ans, Théodore Prunieau n'a plus la vigueur nécessaire pour faire face à la situation difficile des finances communales. Le 19 février 1824, le Roi Guillaume Ier des Pays-Bas nomme un Collège de Régence formé d'un bourgmestre et de deux échevins. Il laisse sa place à Ferdinand Puissant, nouveau bourgmestre, et redevient simple conseiller. Le 1er mai 1824, il démissionne du Conseil échevinal. À son décès en 1828, il laisse une partie de sa fortune aux pauvres de Charleroi et de Mont-sur-Marchienne. Il a été enterré à côté de l'Église de Mont-sur-Marchienne.

## Publications
- (en) Théodore-Joseph Prunieau maire de la ville de 1814 à 1824, Notice sur la ville de Charleroi, 1952, 32 p.  — Publiée d'après le manuscrit par la Revue du personnel de la Banque Nationale de Belgique le 21 septembre 1952 à l'occasion de la commémoration du passage de Napoléon à Charleroi le 15 juin 1815, trois jours avant Waterloo.

## Hommages
À Charleroi Ville-Basse (entre le Boulevard Joseph Tirou et la rue de Montigny), la « rue Prunieau » perpétue sa mémoire.